# Lijst van rijksmonumenten in Dinkelland
De gemeente Dinkelland telt 144 inschrijvingen in het rijksmonumentenregister, hieronder een overzicht. 

## Breklenkamp
De plaats Breklenkamp telt 8 inschrijvingen in het rijksmonumentenregister.
| Object                                             | Oorspronkelijke functie? | Bouwjaar                       | Architect | Locatie               | Coördinaten?                  | Nr.?   | Afbeelding        |
| -------------------------------------------------- | ------------------------ | ------------------------------ | --------- | --------------------- | ----------------------------- | ------ | ----------------- |
| Bijzonder gave vakwerkboerderij                    | Boerderij                |                                |           | Brookmanweg bij 4     | 52° 27' 13" NB, 6° 58' 42" OL | 12346  | Upload foto       |
| Vakwerk bakspieker                                 | Boerderij                | 1738                           |           | Jonkershoesweg bij 4  | 52° 26' 19" NB, 6° 58' 5" OL  | 12347  | Meer afbeeldingen |
| Fraaie vakwerk bakspieker                          | Boerderij                |                                |           | Rotmanweg 9           | 52° 27' 47" NB, 6° 58' 37" OL | 12349  | Upload foto       |
| Grote vakwerkschuur landgoed Huis te Breckelenkamp | Boerderij                |                                |           | Jonkershoesweg 8      | 52° 26' 23" NB, 6° 57' 57" OL | 38424  | Meer afbeeldingen |
| Brecklenkamp: Huis Brecklenkamp                    | Kasteel, buitenplaats    | 1564                           |           | Jonkershoesweg 10     | 52° 26' 34" NB, 6° 58' 3" OL  | 506217 | Meer afbeeldingen |
| Brecklenkamp: historische tuin- en parkaanleg      | Tuin, park en plantsoen  | waarschijnlijk midden 17e eeuw |           | Jonkershoesweg bij 10 | 52° 26' 34" NB, 6° 58' 3" OL  | 508029 | Meer afbeeldingen |
| Brecklenkamp: twee pijlers                         | Tuin, park en plantsoen  | laatste kwart 18e eeuw         |           | Jonkershoesweg 10     | 52° 26' 34" NB, 6° 58' 3" OL  | 508030 | Upload foto       |
| Brecklenkamp: begraafplaats                        | Tuin, park en plantsoen  |                                |           | Jonkershoesweg 10     | 52° 26' 33" NB, 6° 58' 6" OL  | 508031 | Meer afbeeldingen |

## Denekamp
De plaats Denekamp telt 47 inschrijvingen in het rijksmonumentenregister. Zie Lijst van rijksmonumenten in Denekamp voor een overzicht.

## Deurningen
De plaats Deurningen telt 4 inschrijvingen in het rijksmonumentenregister.
| Object | Oorspronkelijke functie? | Bouwjaar  | Architect | Locatie            | Coördinaten?                  | Nr.?   | Afbeelding                      |
| --- | ------------------------ | --------- | --------- | ------------------ | ----------------------------- | ------ | ------------------------------- |
| Huize Oosterhof: Landhuis | Kasteel, buitenplaats    | 1900-1915 |           | Nieuwe Grensweg 2  | 52° 16' 31" NB, 6° 50' 55" OL | 511930 | Meer afbeeldingen               |
| Boerderij van het hallehuistype | Boerderij                | 1900      |           | Nieuwe Grensweg 13 | 52° 16' 32" NB, 6° 51' 5" OL  | 511931 | Boerderij van het hallehuistype |
| Boerderij van het hallehuistype: vijfroedige kapberg met vijfzijdig houten schuurgedeelte onder rietgedekte kap                                                           | Boerderij                | 1900      |           | Nieuwe Grensweg 13 | 52° 16' 32" NB, 6° 51' 5" OL  | 511932 | Upload foto                     |
| Boerderij van het hallehuistype: grote schuur op rechthoekige plattegrond onder (nieuw) afgeknot schilddak waarvan de dakschilden aan de zijgevels (N en Z) zijn verlengd | Boerderij                | 1900      |           | Nieuwe Grensweg 13 | 52° 16' 32" NB, 6° 51' 5" OL  | 511933 | Upload foto                     |

## Groot Agelo
De plaats Groot Agelo telt 5 inschrijvingen in het rijksmonumentenregister.
| Object | Oorspronkelijke functie? | Bouwjaar | Architect | Locatie                 | Coördinaten?                  | Nr.?  | Afbeelding |
| --- | ------------------------ | -------- | --------- | ----------------------- | ----------------------------- | ----- | --- |
| Bakspieker met vakwerk | Boerderij                |          |           | Dennenkampsweg 2        | 52° 23' 13" NB, 6° 52' 20" OL | 12350 | Meer afbeeldingen |
| Vakwerk hooischuur | Boerderij                |          |           | Weerselosestraat bij 33 | 52° 23' 18" NB, 6° 52' 31" OL | 12352 | Upload foto |
| Gave bakspieker | Boerderij                |          |           | Nijenkampsweg bij 4     | 52° 23' 14" NB, 6° 52' 39" OL | 12353 | Upload foto |
| Twee fraai tussen de erfbeplanting gelegen vakwerkschuren                                                                          | Boerderij                |          |           | Weerselosestraat 9      | 52° 23' 38" NB, 6° 53' 18" OL | 12354 | Meer afbeeldingen |
| Twee fraai op het erf gesitueerde, forse vakwerkschuren, een met twee dwarsdoorritten, de ander met inrijdeuren in de smalle gevel | Boerderij                |          |           | Kleinesweg bij 1        | 52° 23' 55" NB, 6° 54' 2" OL  | 12356 | Twee fraai op het erf gesitueerde, forse vakwerkschuren, een met twee dwarsdoorritten, de ander met inrijdeuren in de smalle gevel |

## Klein Agelo
De plaats Klein Agelo telt 1 inschrijving in het rijksmonumentenregister.
| Object                    | Oorspronkelijke functie? | Bouwjaar | Architect | Locatie           | Coördinaten?                  | Nr.?  | Afbeelding                |
| ------------------------- | ------------------------ | -------- | --------- | ----------------- | ----------------------------- | ----- | ------------------------- |
| Driebeukige vakwerkschuur | Boerderij                |          |           | Bij Dusinksweg 14 | 52° 23' 55" NB, 6° 54' 16" OL | 12355 | Driebeukige vakwerkschuur |

## Lattrop
De plaats Lattrop telt 3 inschrijvingen in het rijksmonumentenregister.
| Object                                                                     | Oorspronkelijke functie? | Bouwjaar    | Architect      | Locatie         | Coördinaten?                  | Nr.?   | Afbeelding        |
| -------------------------------------------------------------------------- | ------------------------ | ----------- | -------------- | --------------- | ----------------------------- | ------ | ----------------- |
| Gave eenbeukige hooischuur met doorrit. Vakwerkvulling van stro en planken | Boerderij                |             |                | Bergvennenweg 7 | 52° 25' 52" NB, 6° 58' 41" OL | 12357  | Upload foto       |
| Niendeur in onderschoer. Boerderij met bovenkamer                          | Boerderij                | 1698 / 1870 |                | Dorpsstraat 1   | 52° 25' 6" NB, 6° 58' 20" OL  | 12358  | Meer afbeeldingen |
| H.H. Simon en Judaskerk                                                    | Kerk en kerkonderdeel    | 1925-1936   | Joseph Cuypers | Dorpsstraat 66  | 52° 25' 40" NB, 6° 58' 39" OL | 508960 | Meer afbeeldingen |

## Nutter
De plaats Nutter telt 13 inschrijvingen in het rijksmonumentenregister. Zie Lijst van rijksmonumenten in Nutter voor een overzicht.

## Ootmarsum
De plaats Ootmarsum telt 31 inschrijvingen in het rijksmonumentenregister. Zie Lijst van rijksmonumenten in Ootmarsum voor een overzicht.

## Oud Ootmarsum
De plaats Oud Ootmarsum telt 3 inschrijvingen in het rijksmonumentenregister.
| Object                                       | Oorspronkelijke functie? | Bouwjaar                    | Architect | Locatie      | Coördinaten?                  | Nr.?  | Afbeelding                                   |
| -------------------------------------------- | ------------------------ | --------------------------- | --------- | ------------ | ----------------------------- | ----- | -------------------------------------------- |
| Vakwerkschuur; een geveltop met heide gedekt | Woonhuis                 |                             |           | Uelserdijk 5 | 52° 25' 56" NB, 6° 54' 17" OL | 12339 | Vakwerkschuur; een geveltop met heide gedekt |
| Terrein waarin 2 grafheuvels                 | Archeologisch monument   | Neolithicum en/of Bronstijd |           |              | 52° 25' 19" NB, 6° 54' 36" OL | 45269 | Upload foto                                  |
| Terrein waarin een urnenveld                 | Archeologisch monument   | Bronstijd en/of IJzertijd   |           |              | 52° 23' 36" NB, 6° 51' 54" OL | 45270 | Upload foto                                  |

## Rossum
De plaats Rossum telt 13 inschrijvingen in het rijksmonumentenregister. Zie Lijst van rijksmonumenten in Rossum (Overijssel) voor een overzicht.

## Saasveld
De plaats Saasveld telt 3 inschrijvingen in het rijksmonumentenregister.
| Object | Oorspronkelijke functie?  | Bouwjaar           | Architect | Locatie             | Coördinaten?                  | Nr.?   | Afbeelding        |
| --- | ------------------------- | ------------------ | --------- | ------------------- | ----------------------------- | ------ | ----------------- |
| Saasveldermolen | Industrie- en poldermolen | 1870               |           | Koningsweg 13 (bij) | 52° 19' 45" NB, 6° 47' 20" OL | 38427  | Meer afbeeldingen |
| Forse boerderij met gave vakwerkachtergevel; onderschoer; houten top overkragend op geprofileerde consoles. Vakwerk in de zijgevels. Houten schuur onder zadeldak | Boerderij                 |                    |           | Koninksweg 20       | 52° 20' 1" NB, 6° 48' 1" OL   | 38428  | Meer afbeeldingen |
| Grote driekapsboerderij | Boerderij                 | 1915 / 1916 / 1917 |           | Akkerhuisweg 1      | 52° 21' 17" NB, 6° 49' 21" OL | 511936 | Upload foto       |

## Tilligte
De plaats Tilligte telt 5 inschrijvingen in het rijksmonumentenregister.
| Object                                                                                                  | Oorspronkelijke functie?  | Bouwjaar  | Architect | Locatie             | Coördinaten?                  | Nr.?   | Afbeelding        |
| --- | ------------------------- | --------- | --------- | ------------------- | ----------------------------- | ------ | ----------------- |
| Harsveldbrug                                                                                            | Brug                      |           |           | Harseveldweg bij 6  | 52° 23' 14" NB, 6° 57' 44" OL | 12343  | Meer afbeeldingen |
| Schuivenhuisje                                                                                          | Waterkering en -doorlaat  |           |           | Harseveldweg 4      | 52° 23' 14" NB, 6° 58' 7" OL  | 12345  | Meer afbeeldingen |
| Laag huisje met schuiframen met roedenverdeling                                                         | Boerderij                 | 1658      |           | Damweg bij 13       | 52° 23' 39" NB, 6° 57' 19" OL | 12363  | Meer afbeeldingen |
| Boerderij "Beyerink" onder zadeldak met houten topgevels. Getoogde inrijdeur met inscriptie en datering | Boerderij                 | 1653      |           | Hunenborgseweg 11   | 52° 23' 50" NB, 6° 56' 50" OL | 12364  | Meer afbeeldingen |
| Privébegraafplaats van de familie Laan                                                                  | Begraafplaats en -onderdl | 1915-1966 |           | Harseveldweg bij 4A | 52° 23' 22" NB, 6° 58' 15" OL | 508953 | Upload foto       |

## Volthe
De plaats Volthe telt 1 inschrijving in het rijksmonumentenregister.
| Object                                                   | Oorspronkelijke functie? | Bouwjaar     | Architect | Locatie | Coördinaten?                 | Nr.?  | Afbeelding                                               |
| -------------------------------------------------------- | ------------------------ | ------------ | --------- | ------- | ---------------------------- | ----- | -------------------------------------------------------- |
| Terrein waarin aanleg en overblijfselen van de Hunenborg | Archeologisch monument   | middeleeuwen |           |         | 52° 23' 9" NB, 6° 55' 56" OL | 46005 | Terrein waarin aanleg en overblijfselen van de Hunenborg |

## Weerselo
De plaats Weerselo telt 8 inschrijvingen in het rijksmonumentenregister. Zie Lijst van rijksmonumenten in Weerselo voor een overzicht.
Almelo ·
Borne ·
Dalfsen ·
Deventer ·
Dinkelland ·
Enschede ·
Haaksbergen ·
Hardenberg ·
Hellendoorn ·
Hengelo ·
Hof van Twente ·
Kampen ·
Losser ·
Oldenzaal ·
Olst-Wijhe ·
Ommen ·
Raalte ·
Rijssen-Holten ·
Staphorst ·
Steenwijkerland ·
Tubbergen ·
Twenterand ·
Wierden ·
Zwartewaterland ·
Zwolle